# Oude Kerk
Oude Kerk ("gamla kyrkan") är Amsterdams äldsta byggnad och äldsta kyrka. Den grundades cirka 1213 och invigdes 1306 av biskopen i Utrecht med Sankt Nicolaus som dess skyddshelgon. Efter reformationen 1578 blev det en kalvinistisk kyrka, som det är än idag. Kyrkan ligger i De Wallen, nu i Amsterdams huvudområde i prostitutionsstråket i Amsterdam. Torget kring kyrkan är Oudekerksplein (det gamla kyrktorget).

## Historia

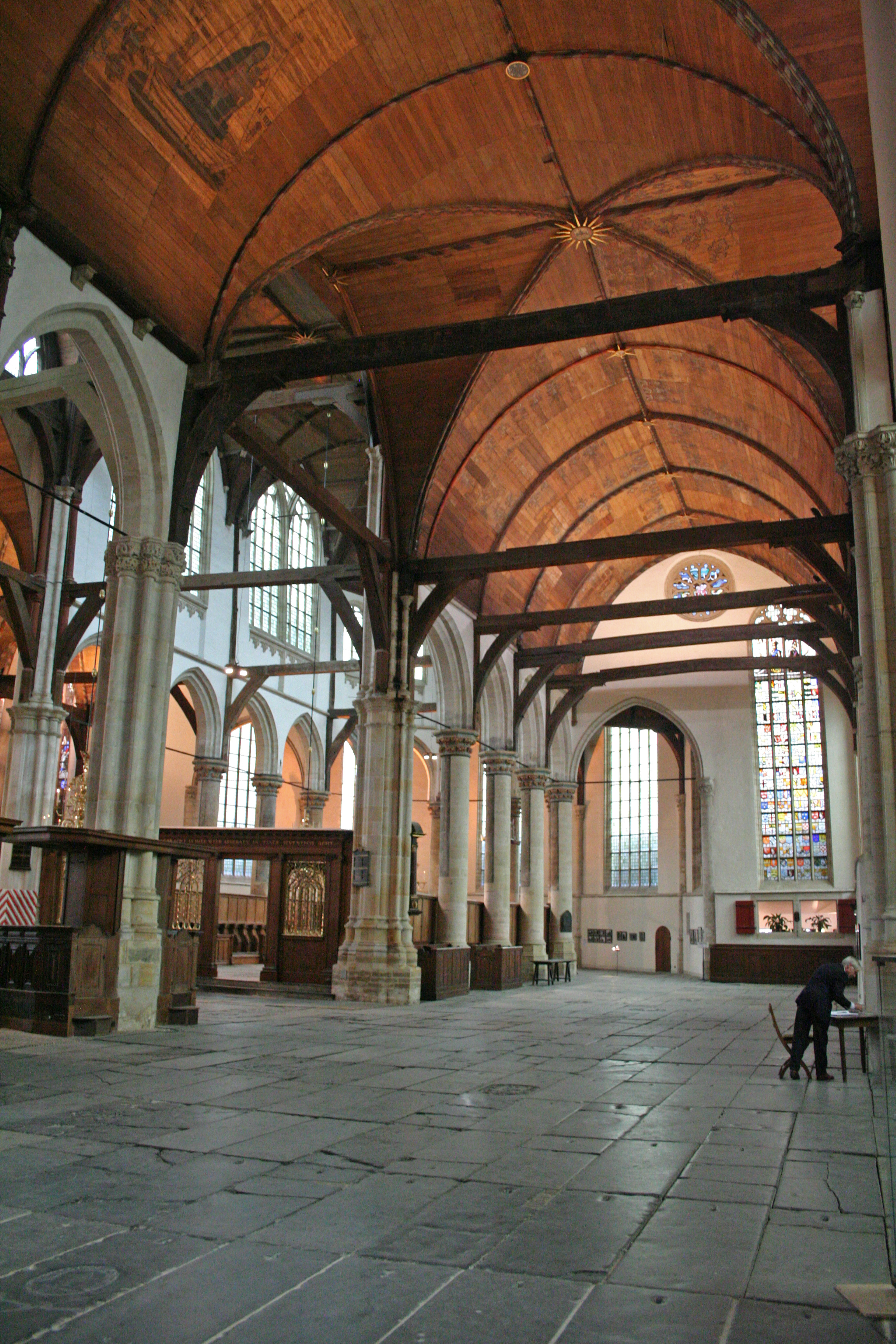
Oude Kerk, en kyrka med trätak

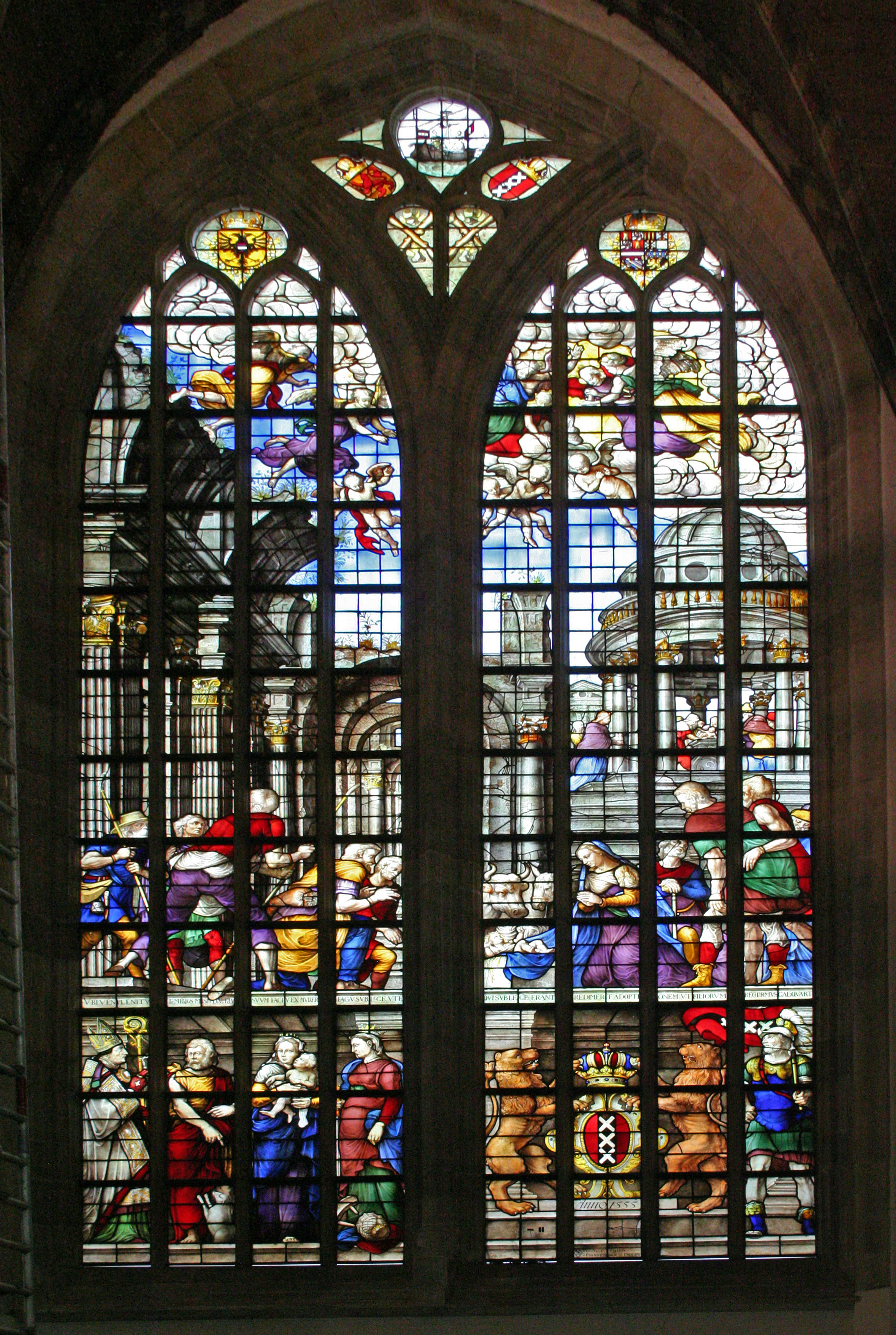
Kyrkfönster, Oude Kerk

Runt 1213 hade ett träkapell rests på platsen för dagens Oude Kerk. Med tiden ersattes denna kyrka av en stenkyrka som invigdes 1306.
Kyrkan har sett ett antal renoveringar utförda av 15 generationer Amsterdambor. Kyrkan stod endast ett halvt sekel innan de första förändringarna gjordes; gångarna förlängdes och arrangerades runt koret i en halvcirkel, för att stödja strukturen. Inte långt efter 1400-talets början lades norra och södra tvärskepp till kyrkan och skapade en korsformation. Arbetet med dessa renoveringar slutfördes 1460, men det är troligt att framstegen till stor del avbröts av de stora bränderna som härjade staden 1421 och 1452. Detta försenade byggnaden i nästan ett år.
Före Alteratie, eller reformationen i Amsterdam 1578, var Oude Kerk romersk-katolsk. Efter Vilhelm I av Oraniens nederlag mot spanjorerna i den nederländska revolten togs kyrkan över av den kalvinistiska nederländska reformerta kyrkan. Under 1500-talets strider plundrades och förstördes kyrkan vid ett flertal tillfällen, först i Beeldenstormen 1566, då en folkhop förstörde det mesta av kyrkans konst och inventarier, inklusive en altartavla med en central panel av Jan van Scorel och sidopaneler målade på båda sidor av Maarten van Heemskerck. Bara målningarna i taket, som var oåtkomliga, skonades.
Lokalbefolkningen samlades i kyrkan för att skvallra, handlare sålde sina varor och tiggare sökte skydd. Detta tolererades dock inte av kalvinisterna och de hemlösa fördrevs. 1681 stängdes koret av med en ekskärm. Ovanför skärmen finns texten, "Det långvariga missbruket av Guds kyrka", blev här ogjort igen år sjuttioåtta, med hänvisning till reformationen 1578.
Samma år blev Oude Kerk hem för äktenskapsregistret. Den användes också som stadsarkiv; de viktigaste dokumenten var inlåsta i en kista täckt med järnplåtar och målade med stadens vapen. Skrinet förvarades säkert i järnkapellet.
Bysten av den berömda organisten och kompositören Jan Pieterszoon Sweelinck (1562–1621) hyllar den livstid han spelade i kyrkan. Hans tidiga karriär började vid femton års ålder, när han efterträdde sin avlidne far Pieter Swybertszoon som Oude Kerks organist. Han fortsatte med att komponera musik till alla 150 psalmerna och säkrade ett internationellt rykte som en ledande nederländsk kompositör. Hans musik skulle också spelas över staden från kyrkans klocktorn. Han är begravd i kyrkan.

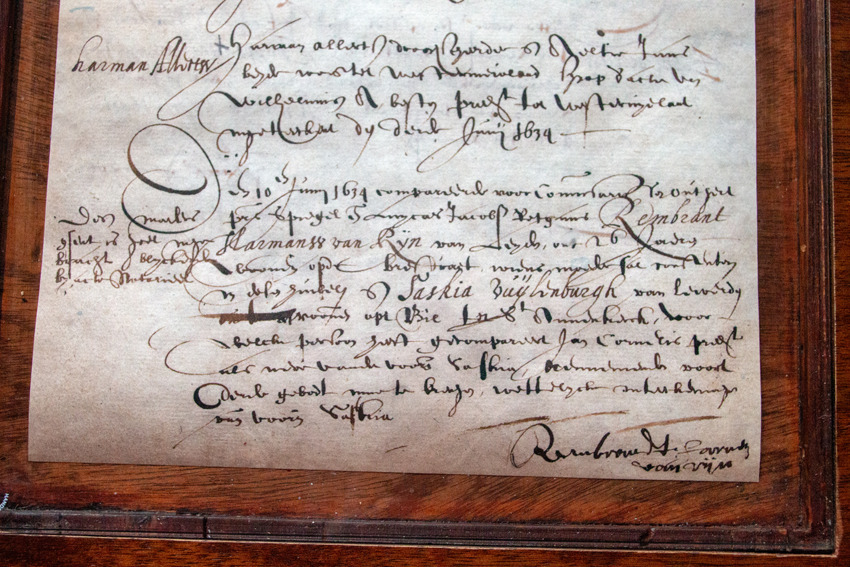
Rembrandts vigselbok utställd i kyrkan.

Rembrandt var en frekvent besökare i Oude Kerk och alla hans barn döptes här. I den heliga graven finns en liten Rembrandtutställning, en helgedom för hans fru Saskia van Uylenburgh som begravdes här 1642. Varje år den 9 mars (8 mars under skottår), klockan 8:39, lyser den tidiga morgonsolen kort upp hennes grav. En tidig vårfrukost hålls årligen.

## Struktur
Kyrkan täcker en yta på cirka 3 300 m2. Grunden lades på en konstgjord hög, som tros vara områdets mest solida mark i denna sumpiga provins.
Taket i Oude Kerk är det största medeltida trävalvet i Europa. De estniska ekplankorna dateras till 1390 och ståtar med något av den bästa akustiken i Europa.
Oude Kerk innehåller 12 misericordias, lutande stolpar installerade på undersidan av fällbara säten.

## Gravar
Golvet består helt av gravstenar. Anledningen till detta är att kyrkan byggdes på en kyrkogård. Lokala medborgare fortsatte att begravas på platsen inom kyrkans gränser fram till 1865. Det finns 2 500 gravar i Oude Kerk, under vilka 10 000 Amsterdam-medborgare är begravda, inklusive:
- Jacob van Heemskerck, sjöhjälte
- Jan Pieterszoon Sweelinck, kompositör och organist
- Adriaen Block, handlare och upptäcktsresande
- Catharina Questiers, poet och dramatiker
- Jacob de Graeff Dircksz, regent i Amsterdam
- Andries de Graeff, regent i Amsterdam
- Cornelis de Graeff, regent i Amsterdam
- Catharina Hooft, kvinna från den holländska guldåldern
- Pieter Lastman, målare
- Willem van der Zaan, amiral
- Laurens Bake, poet
- Abraham van der Hulst, amiral
- Saskia van Uylenburgh, hustru till Rembrandt
- Cornelis Hooft, statsman
- Jan Jacobszoon Hinlopen, köpman
- Kiliaen van Rensselaer, ägare av det enda framgångsrika mönsterskapet i Nya Nederländerna, Rensselaerswyck.
- Frans Banninck Cocq, borgmästare i Amsterdam och centralfigur i Rembrandts mästerverk Nattvakten
- Nicasius de Sille, ambassadör
- Caspar Commelijn, botaniker
- Jan van der Heyden, målare och tryckare
- Johannes Hudde, borgmästare i Amsterdam och matematiker
- Lucretia Wilhelmina van Merken, dramatiker och poet

## Orgel
Oude Kerk rymmer fyra piporglar, den gamla kyrkorgeln byggd 1658 och skåporgeln byggd 1767. Den tredje byggdes av tysken Christian Vater 1724 och anses vara en av de finaste barockorglarna i Europa. Det erkändes av kyrkans kommissarier som "perfekt". Orgeln demonterades under renoveringen av kyrktornet 1738, och när den återmonterades gjorde Casper Müller ändringar för att ge orgeln mer kraft. Den blev känd som Vater-Müller-orgeln, för att erkänna förbättringen av ljud. Den fjärde byggdes för kyrkan av Organi Puccini i Pisa 2010. Från och med våren 2019 kommer den helt restaurerade Vater-Müller-orgeln att spelas igen.

## Nutid
Oude Kerk är nu ett centrum för samtida konst och kulturarv. Konstnärer som Nicolas Jaar, Marinus Boezem, Christian Boltanski, Janet Cardiff och George Bures Miller fick i uppdrag av Oude Kerk att skapa platsspecifika installationer. Kyrkan har också en permanent utställning om dess historia och staden Amsterdams historia.
I mitten av mars varje år anländer katoliker till Oude Kerk för att fira "miraklet i Amsterdam" som inträffade 1345. Efter att ha tagit nattvarden kräktes en döende man på oblaten. När hans spyor kastades i en eld, brann inte oblaten och detta utropades som ett mirakel. Oblaten placerades i ett skrin och installerades vid Oude Kerk; dock försvann den under reformationen.

## Galleri

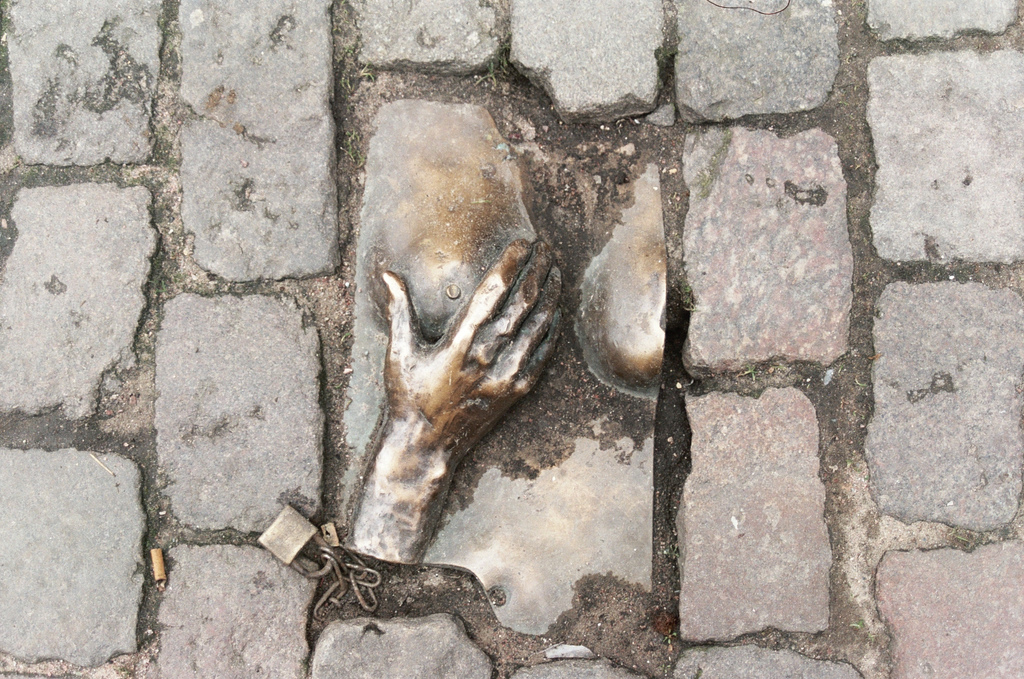
Bronsrelief av kullersten från Oudekerksplein.
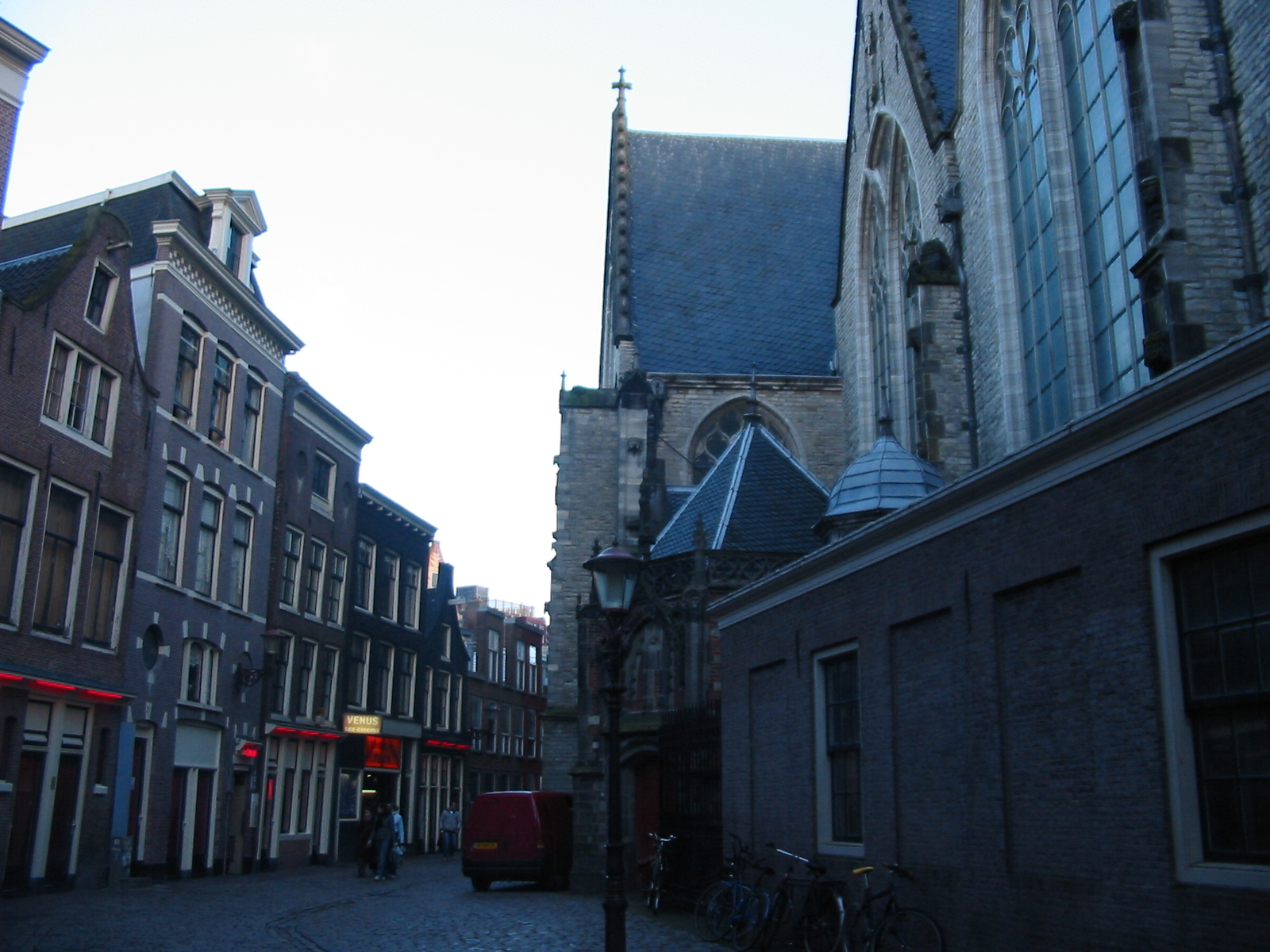
Prostitutuerade i fönstren på Oudekerksplein bakom Oude Kerk.
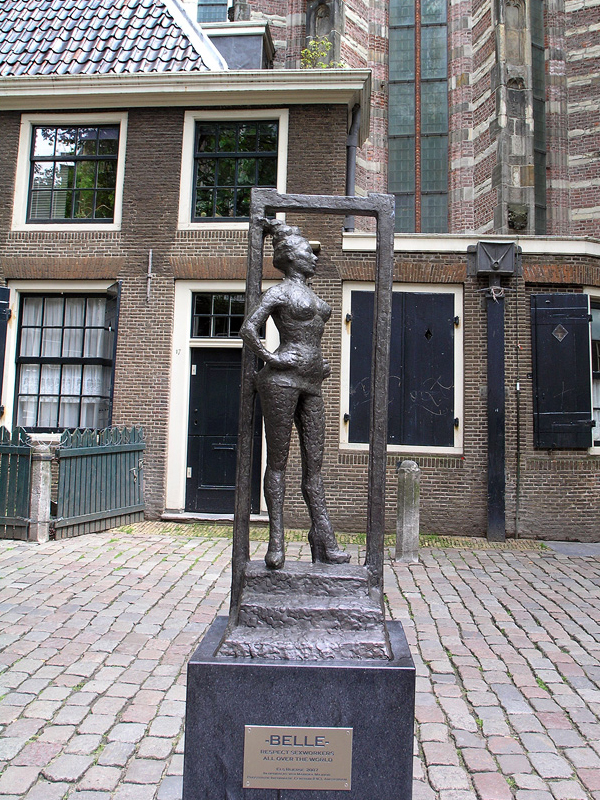
Bronsstatyn Belle framför Oude Kerk. Inskriptionen säger "Respektera sexarbetare över hela världen."
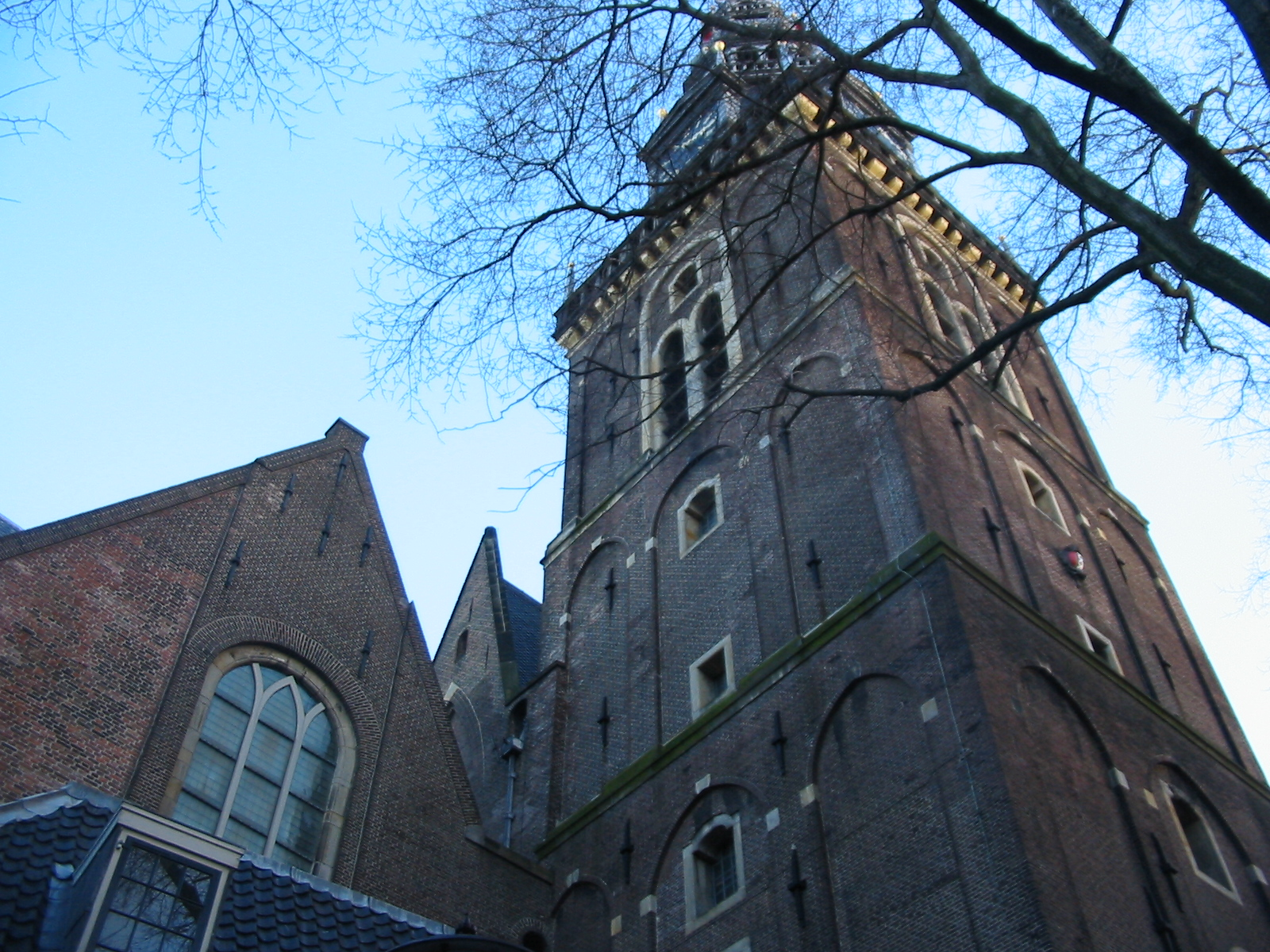
Tornet.
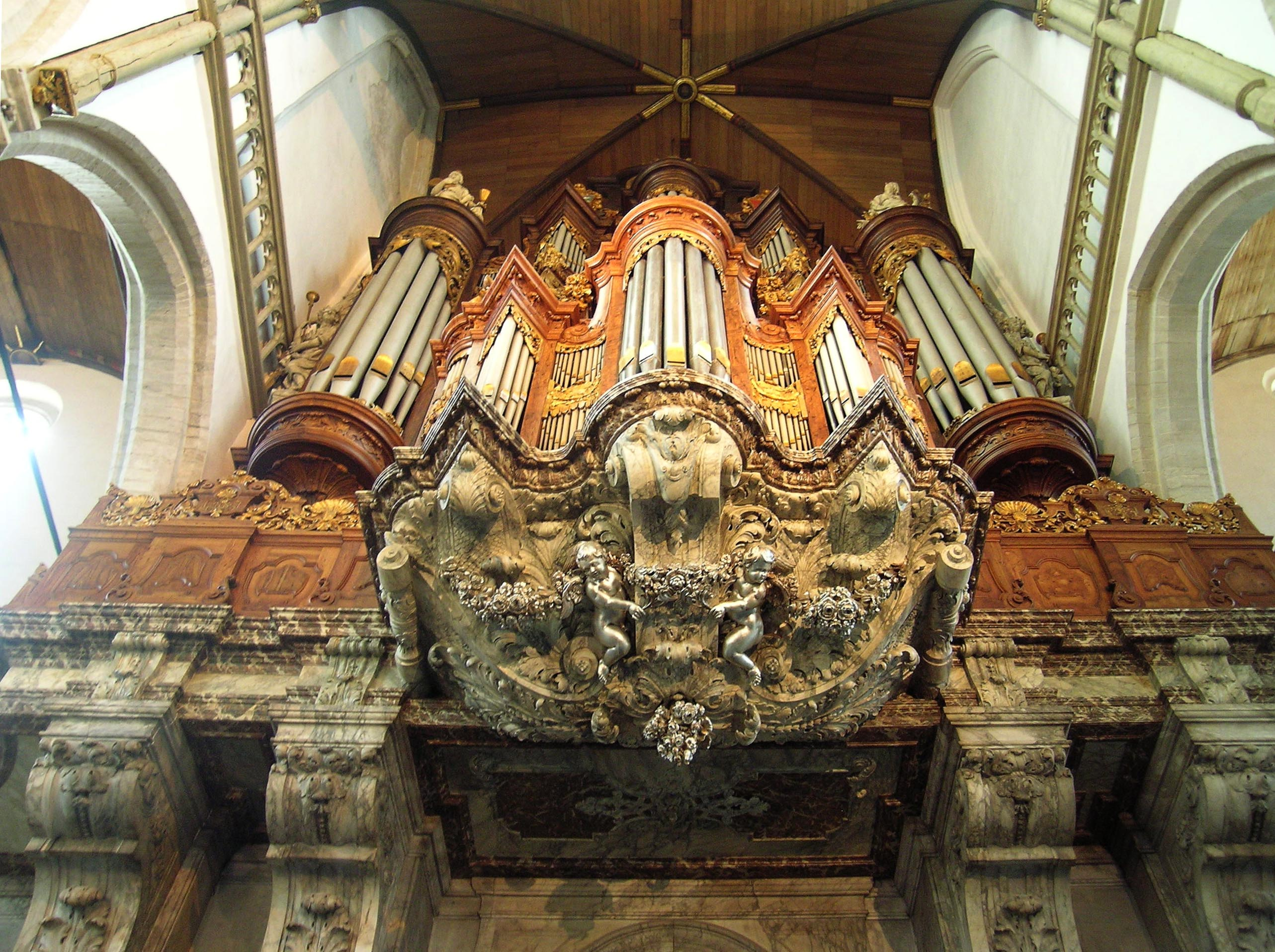
Barockundersidan av huvudorgeln.
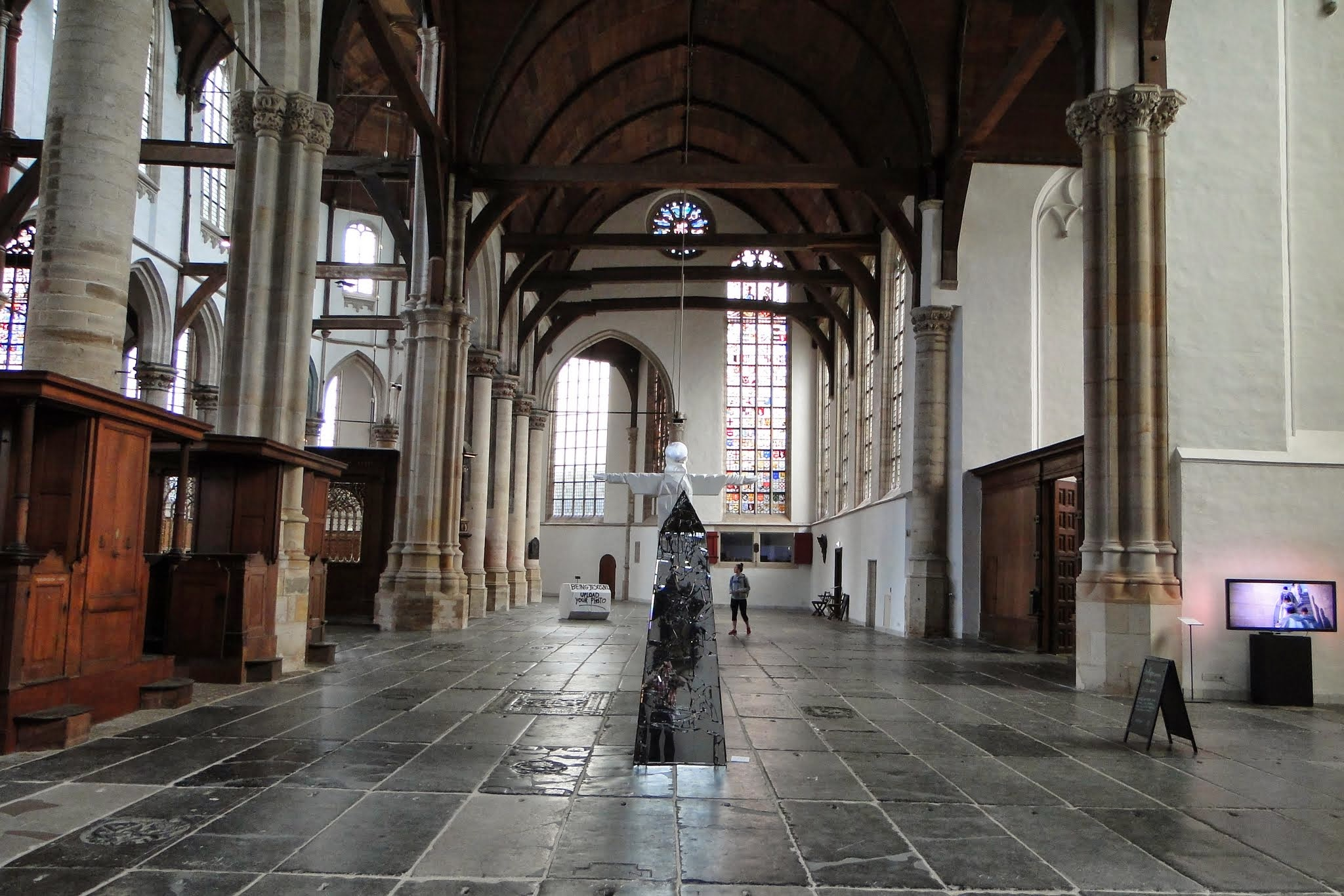
Interiör i Oude Kerk.
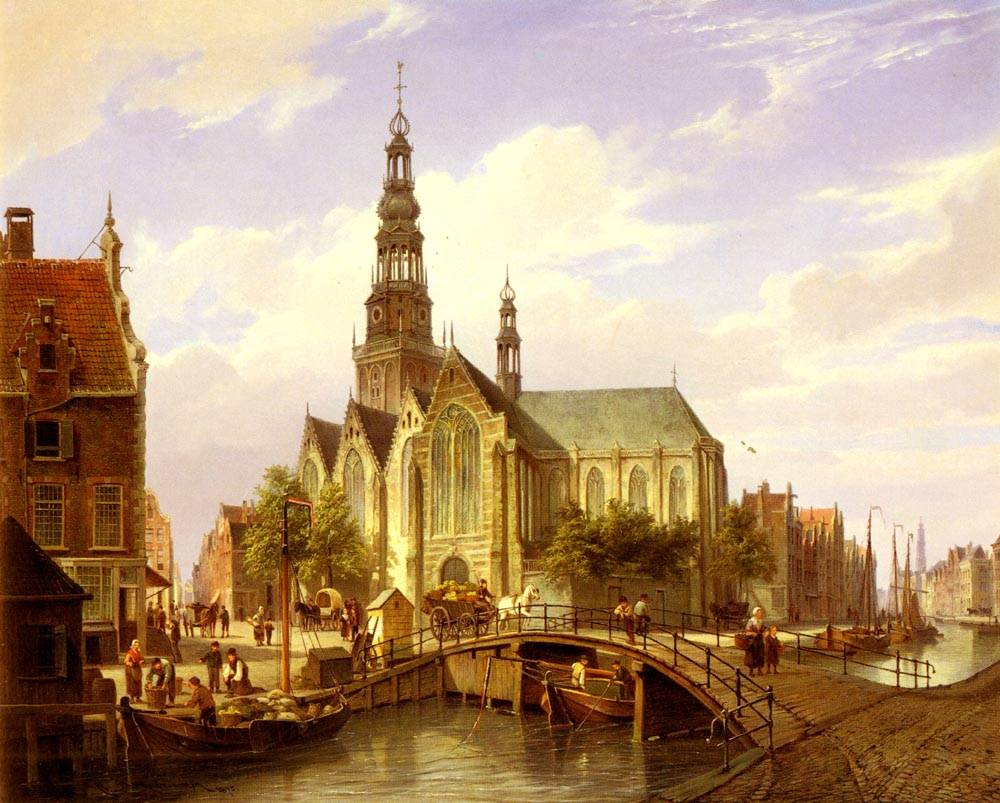
En målning av Oude Kerk, utförd av Cornelis Christiaan Dommersen 1875.
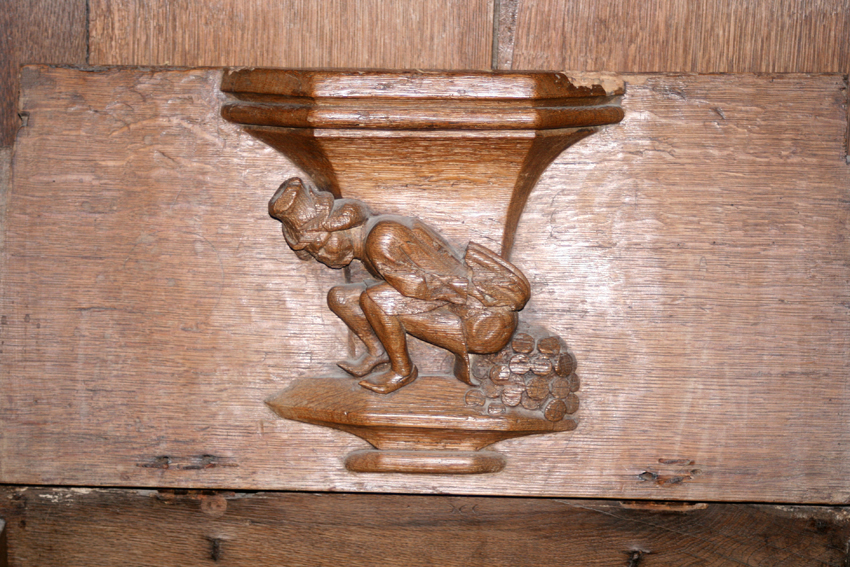
Misericordia.